# Cimitero militare italiano di Bolzano
Il cimitero militare italiano di Bolzano (in tedesco: Italienischer Militärfriedhof Bozen) è un cimitero di guerra che si trova a Bolzano lungo la strada statale del Brennero, nelle adiacenze del cimitero austro-ungarico, presso la località San Giacomo (St. Jakob).
I tumuli a terra presentano lapidi in marmo con il nome del caduto e sono ospitati in quattro riquadri. All'estremità del viale centrale, si trova un altare, dietro al quale è stato costruito un grande monumento in marmo bianco, nei cui lati si trovano i loculi su cinque righe sovrapposte.

## Sepolture
In questo cimitero, eretto nel 1926 con il concorso della "Società di soccorso tra veterani e soldati per manutenzione dei cimiteri militari", sono sepolti i militari deceduti in servizio non di guerra, insieme a 115 caduti della prima guerra mondiale (1915–1918) oltre a 146 caduti della seconda guerra mondiale  (1940–1945).